# جون ديفيدسون (ضابط)
جون ديفيدسون (بالإنجليزية: John Davidson)‏ هو ضابط أمريكي، ولد في 14 أغسطس 1825 في مقاطعة فيرفاكس في الولايات المتحدة، وتوفي في 26 يونيو 1881 في سانت بول في الولايات المتحدة.